# Colletes gilensis
Colletes gilensis är en biart som beskrevs av Cockerell 1897. Den ingår i släktet sidenbin, och familjen korttungebin. Inga underarter finns listade i Catalogue of Life.

## Beskrivning
Ansiktet har vit behåring, tät hos hanen, glesare hos honan. Mellankroppens päls är i huvudsak gråaktig, mörkare hos hanen. Tergiterna 1 till 5 (de fem främre segmenten på bakkroppens ovansida) har täta, vita hårband på bakkanterna. På resten av tergiterna har hanen vit päls på tergit 1, mycket gles behåring på tergit 2, riklig men kort, svart behåring på tergit 3 till 6, och mörkbrun behåring på tergit 7 (det bakersta segmentet). Honan har vit päls på sidorna av tergit 1, men upptill bara få och korta hår. Tergiterna 2 till 5 har kort, svart behåring, medan tergit 6 (det bakersta segmentet; som för alla bin har honan en tergit mindre än hanen) har varmt gul till brun päls. Antennerna är bruna, hos honan med en dragning åt rött. Vingarna är mörka hos båda könen. Hanen har en kroppslängd av i medeltal 14 mm, med en genomsnittlig vinglängd av 10 mm; motsvarande värden hos honan är 14,5 mm för kroppslängden och 11 mm för vinglängden.

## Ekologi
Biet flyger från mitten av juni till mitten av augusti. Det besöker blommande växter av familjerna lökväxter, korgblommiga växter som binkor och ärtväxter som gul sötväppling.

## Utbredning
Utbredningsområdet omfattar västra till centrala Nordamerika från Nebraska i norr och öster, Arizona i väster och Hidalgo i söder.